# Ернст Цермело
Ернст Цермело (нім. Ernst Zermelo; 27 липня 1871, Берлін — 21 травня 1953, Фрайбург) — німецький математик, який зробив великий внесок в теорію множин і створення аксіоматичних основ математики.

## Біографія
Народився в родині берлінського професора. У 1889 році закінчив гімназію та поступив до Берлінського університету. Пізніше навчався в університетах Галле та Фрайбурґа.
1894: захистив докторську дисертацію (з варіаційного числення) у Берлінському університеті. Далі декілька років працював помічником Макса Планка.
1897: переїжджає на роботу до Геттінгенського університету.
1910: займає кафедру математики у Цюрихському університеті, де працює до 1916 року, після чого призупиняє викладання у зв'язку з погіршення стану здоров'я.
У 1926–1935 роках працює у Фрайбурзі. Після падіння нацистського режиму знову повернувся на цю кафедру.
Помер у 1953 році у Фрайбурзі.

## Наукова діяльність
Основною галуззю досліджень Цермело була теорія множин. Перша його робота на цю тему з'явилась у 1902 році.
1904 року з'явилась найвідоміша з робіт Цермело, у якій він довів, що будь-яка множина може бути приведена до впорядкованої множини. Доведення, щоправда, спиралось на так звану аксіому вибору, що вперше явно сформульована саме в цій статті й нерідко називається «аксіома Цермело». Надалі роль аксіоми вибору в математиці викликала активну дискусію різних математичних шкіл, у якій висловлювались найрізноманітніші думки — від цілковитої підтримки до абсолютного відкидання. Також були висловлені побоювання, що застосування цієї аксіоми може призвести до суперечностей. Тому Цермело зайнявся проблемою побудови аксіоматичного фундаменту теорії множин (1905).
Першу версію системи аксіом теорії множин Цермело опублікував у 1908 році, вона включала 7 аксіом. Пізніше Абрахам Френкель і Торальф Сколем удосконали її (розширивши до 10 аксіом), і в такому вигляді система аксіом Цермело-Френкеля вважається основою сучасної математики.

## Праці
- Untersuchungen zur Variationsrechnung[недоступне посилання з квітня 2019] 1894, дисертація.
- Zur Theorie der kürzesten Linien.[недоступне посилання з квітня 2019] Jahresbericht DMV 1902.
- E. Zermelo, H. Hahn: Weiterentwicklung der Variationsrechnung in den letzten Jahren.[недоступне посилання з квітня 2019] Enzykl.mathem.Wiss. 1904.
- Beweis, dass jede Menge wohlgeordnet werden kann.[недоступне посилання з квітня 2019] Mathematische Annalen, 1904. Перша стаття Цермело про повну впорядкованість множин і аксіому вибору.
- Beweis, Mathematische Annalen, 1908.[недоступне посилання з квітня 2019] Друга стаття на цю ж тему.
- Untersuchungen über die Grundlagen der Mengenlehre.[недоступне посилання з квітня 2019] Mathem. Annalen, 1908.
- Die Berechnung der Turnier-Ergebnisse als ein Maximumproblem der Wahrscheinlichkeitsrechnung.[недоступне посилання з квітня 2019] Mathem.Zeitschrift, 1929.
- Über Grenzzahlen und Mengenbereiche. [Архівовано 6 лютого 2012 у Wayback Machine.] Fundamenta Mathematicae Bd.16, 1930, S. 29-47.